# Tiếng Bangime
Tiếng Bangime (Bàŋɡí–mɛ̀ hay Bàŋgɛ́rí-mɛ̀) là một ngôn ngữ tách biệt được nói ở 7 ngôi làng tại Nam Mali bởi chừng 2.000 người, những người tự gọi mình là bàŋɡá–ndɛ̀ ("người lẩn trốn"). Dù từ lâu đã được xác định là rất khác biệt với các ngôn ngữ Dogon lân cận, tiếng Bangime được đề xuất là một ngôn ngữ tách biệt lần đầu bởi Blench năm 2005. Những nghiên cứu từ đó đã cũng cố nhận định rằng ngôn ngữ này không liên quan đến các ngôn ngữ xung quanh.
Roger Blench viết, 
Ngôn ngữ này có một vài gốc từ Niger–Congo, nhưng về từ vựng vẫn rất sai khác với những ngôn ngữ khác miền Tây Phi. Có thể đoán rằng đây là đại diện cuối cùng của những ngôn ngữ từng được nói trước sự lan rộng của các ngôn ngữ Dogon,
(có lẽ 3.000–4.000 năm trước).
Tiếng Bangime mang đặc điểm của một phản ngôn ngữ, tức ngôn ngữ nhằm tránh việc người ngoài hiểu được lời nói của mình.
Blench (2015) đề xuất rằng cả tiếng Bagime và nhóm ngôn ngữ Dogon đều có một lớp nền từ một nhánh ngôn ngữ Nin-Sahara tuyệt chủng mà ông tạm gọi là "Plateau" (Cao nguyên).

## Phân bố
Tiếng Bangime là ngôn ngữ của bảy ngôi làng nằm ở phía đông Karge, gần Bandiagara, vùng Mopti, Mali (Blench 2007). Các ngôi làng là:
- Bara (IPA: [bara])
- Bounou (IPA: [bunu])
- Niana (IPA: [ɲana])
- Die'ni (IPA: [jene])
- Digari (IPA: [diɡarɔ])
- Doro (IPA: [dɔrɔ])
- Due (IPA: [ʔjeni])

## Hình thái học
Tiếng Bangime là một ngôn ngữ đơn lập. Hai phụ tố duy nhất là một hậu tố số nhiều và một hậu tố giảm nhẹ (diminutive).

## Ngữ âm

### Nguyên âm
Các nguyên âm trong tiếng Bagime là /i ɪ e ɛ a ɔ o ʊ u/. Nguyên âm phân biệt về chiều dài và có thể mũi hóa.

### Phụ âm
Tiếng Bagime có những phụ âm sau:
| m | n | ɲ   | ŋ |
| p | t |     | k |
| b | d |     | ɡ |
|   | s | ɕ   |   |
|   | l | j ɥ | w |

/b/ và /ɡ/ có thể trở thành lần lượt [ʋ] và [ɣ], tùy vào nguyên âm trước nó.
/s/ trở thành [ʃ] trước nguyên âm phi mở, /t/ và /j/ trở thành lần lượt [tʃ] và [ʒ] trước nguyên âm trước đóng. /j/ biến thành [dʒ] sau âm mũi.

### Thanh điệu
Có ba thanh ở mora (âm tiết ngắn): cao, thấp và lên cao. Thêm nữa, âm tiết dài còn có thêm thanh xuống thấp. Và cũng có âm tiết mà không có thanh nào.